# Patricia Barber
Patricia Barber (Chicago, 1955. november 8. –), amerikai bluesénekes, zongorista, dalszerző, zenekarvezető.

## Pályafutása
Szülei mindketten hivatásos zenészek voltak; apja egykor Glenn Miller zenekarában játszott, anyja pedig bluesénekes volt.
Patricia Barber a szülővárosában nőtt fel, a középiskolát South Sioux Cityben (Nebraska) végezte el. Klasszikus zenét és pszichológiát tanult az Iowai Egyetemen. Később dzsesszpedagógiát is tanult a Northwestern Egyetemen.
1989-ben jelent meg első albuma Split címmel. A sikert harmadik albuma hozta meg (1994).
Barber zenéjét az alacsony regiszterű éneklés és hibátlan zongorajátéka jellemzi. Repertoárja dzsessz- és rocksztenderdekből áll, valamint saját szerzeményeiből (amelyekhez a szövegeket is ő írja).
2019-ben Barbert beválasztották az Amerikai Művészeti és Tudományos Akadémiára (American Academy of Arts and Sciences).

## Albumok
(válogatás)
- Split (1989)
- A Distortion Of Love (1992)
- Cafe Blue (1994)
- Modern Cool (1998)
- Companion (1999)
- Nightclub (2000)
- Verse (2002)
- Live: A Fortnight In France (2004)
- Mythologies (2006)
- The Cole Porter Mix (2008)
- Smash (2012)
- Clique (2021)

## Díjak
- Guggenheim-ösztöndíj (2003)